# Marjanovac
Marjanovac (en cyrillique : Марјановац) est un village de Bosnie-Herzégovine. Il est situé dans la municipalité de Velika Kladuša, dans le canton d'Una-Sana et dans la fédération de Bosnie-et-Herzégovine. Selon les premiers résultats du recensement bosnien de 2013, il compte 766 habitants.

## Géographie
Le village est situé à la confluence du Crni potok et de la rivière Kladušnica, un affluent droit de la Glina.

## Démographie

### Évolution historique de la population dans la localité
| 1948 | 1953 | 1961 | 1971 | 1981 | 1991 | 2013 |
| ---- | ---- | ---- | ---- | ---- | ---- | ---- |
| -    | -    | 657  | 696  | 932  | 975  | 766  |

|  |